# Pallacanestro ai I Goodwill Games
Il torneo femminile di Pallacanestro ai Goodwill Games 1986 si è svolto nell'allora città sovietica di Mosca.
Si è svolto solo il torneo femminile, in quanto gli incontri della precedente edizione del Mondiale maschile, disputatasi nello stesso anno, sono stati trasmessi dalle reti televisive di Ted Turner, fondatore della manifestazione. Pertanto, la rassegna mondiale svoltasi in terra di Spagna, viene ritenuta, a tutti gli effetti, come la prima edizione di questa competizione sportiva.

## Medagliere
| Posiz. | Nazione          | Oro | Argento | Bronzo | Totale |
| ------ | ---------------- | --- | ------- | ------ | ------ |
| 1      | Stati Uniti      | 1   | 0       | 0      | 1      |
| 2      | Unione Sovietica | 0   | 1       | 0      | 1      |
| 3      | Brasile          | 0   | 0       | 1      | 1      |
| Totale | Totale           | 1   | 1       | 1      | 3      |